# 安藤正則
安藤 正則（あんどう まさのり、1975年5月21日 - ）は、千葉県千葉市出身の元プロ野球選手（投手）。

## 来歴・人物
専大松戸高では速球投手として注目されたが、当初は野球を続けるつもりはなかった。そのため一般入学で専修大学に進むが、2年上に小林幹英、1年先輩に黒田博樹がいたため、4年から主戦投手となった。4年秋には最優秀投手、ベストナインに選ばれた。1部リーグ通算22試合8勝7敗防御率3.36、2部通算3試合1勝0敗、防御率6.75。1997年度ドラフト会議にて西武ライオンズから1位指名を受け、入団。当時高橋由伸をマークしていたが獲得が難しくなっての指名だったという。
スライダーを軸とした変化球に加え150kmを超える速球を持ち、即戦力右腕として期待されていたが、一年目のキャンプでフォーム改造を勧められ取り組んだが失敗し、制球難に苦しみ、結局一軍での登板機会がないまま2002年シーズンオフに退団。

## 詳細情報

### 年度別投手成績
- 一軍公式戦出場なし

### 背番号
- 11 （1998年 - 2002年）